# Lee Eun-chul
Lee Eun-chul (kor. 이은철; * 3. Januar 1967) ist ein ehemaliger südkoreanischer Sportschütze.

## Erfolge
Lee Eun-chul nahm fünfmal an Olympischen Spielen teil. 1984 kam er bei seinem Debüt in Los Angeles mit dem Kleinkalibergewehr im Dreistellungskampf nicht über den 39. Platz hinaus. Vier Jahre darauf verbesserte er sich in Seoul auf den 28. Platz und trat außerdem im Wettbewerb mit dem Luftgewehr an, den er auf dem zwölften Rang beendete. Bei den Olympischen Spielen 1992 in Barcelona belegte er im Dreistellungskampf mit dem Kleinkaliber den elften Rang, während er im liegenden Anschlag mit 597 Punkten als Achter der Qualifikation ins Finale einzog. In diesem erzielte er mit 105,5 Punkten das beste Resultat aller acht Finalschützen und wurde mit insgesamt 702,5 Punkten, einem neuen Olympiarekord, vor Harald Stenvaag und Stevan Pletikosić Olympiasieger. 1996 belegte er in Atlanta mit dem Luftgewehr den elften Platz, mit dem Kleinkaliber beendete er den Wettkampf im Dreistellungskampf auf dem 18. Platz. Im liegenden Anschlag qualifizierte er sich mit 596 Punkten erneut für das Finale, das er mit 699,1 Gesamtpunkten auf dem siebten Rang beendete. Bei seiner letzten Olympiateilnahme 2000 in Sydney schloss er die Wettkämpfe mit dem Luftgewehr und mit dem Kleinkaliber im Dreistellungskampf jeweils auf dem 18. Rang ab. Im liegenden Anschlag verpasste er das Finale dieses Mal deutlich, er belegte lediglich den 41. Platz.
1990 in Moskau wurde Lee Eun-chul mit dem Kleinkaliber sowohl im Dreistellungskampf und im stehenden Anschlag Weltmeister. Auf kontinentaler Ebene wurde er außerdem 1987 in Peking im Dreistellungskampf mit dem Kleinkaliber und auch mit dem Luftgewehr im Einzel Asienmeister. Bei Asienspielen gewann er 1986 in Seoul mit dem Luftgewehr in der Einzel- und der Mannschaftskonkurrenz sowie mit dem Standardgewehr im Mannschaftswettbewerb des Dreistellungskampfes jeweils die Silbermedaille. Mit dem Kleinkalibergewehr gewann er mit der Mannschaft die Goldmedaille im Dreistellungskampf. 1990 sicherte er sich mit dem Kleinkaliber im Dreistellungskampf sowohl im Einzel- als auch im Mannschaftswettbewerb die Goldmedaille, während er mit der Mannschaft im liegenden Anschlag die Silbermedaille gewann. Auch 1994 belegte er in Hiroshima im Dreistellungskampf mit dem Kleinkaliber den ersten Platz in der Einzel- und Mannschaftskonkurrenz. Im stehenden Anschlag mit dem Kleinkaliber gewann er im Einzel die Silbermedaille. Seine letzte Medaille erhielt er 1998 in Bangkok, als er im Dreistellungskampf im Mannschaftswettbewerb den zweiten Rang erreichte.
Nach den Olympischen Spielen 2000 beendete er seine Karriere. Lee studierte Informatik an der Texas Lutheran University und machte 1997 seinen Abschluss. Er arbeitete zunächst in den Vereinigten Staaten im Silicon Valley, ehe er nach Südkorea zurückkehrte und dort zwei Unternehmen in der IT-Branche gründete.